# Монаднок
Монаднок (англ. monadnock, нім. Monadnok m, Härtling m) або інзельберг — останцеве узвишшя невеликих розмірів (що різко здіймається з пологих або практично рівних навколишніх рівнин), складене породами стійкішими проти вивітрювання та денудації у порівнянні з гірськими породами найближчого оточення.
У Південній Африці подібне утворення граніту відоме як koppie, африканське слово ("маленька голова") від голландського зменшувального слова kopje.  Якщо інзельберг має куполоподібну форму і сформований із граніту або гнейсу, його також можна назвати борнхардтом, хоча не всі борнхардти є інзельбергами.
Назва походить від гори Монаднок у штаті Нью-Гемпшир, США.

## Геологія
Інзельберги поширені на ерозованих та вивітрених щитах. Присутність інзельберга, як правило, вказує на існування сусіднього плато чи нагір’я, або їх залишків. Особливо це стосується островів, що складаються з осадових порід, які матимуть ті самі стратиграфічні одиниці, що і сусіднє плато. Однак, зазнавши ерозії, інзельберги руйнуються внаслідок незначного обвалення блоків та відшарувань. Після ерозії залишаються тори, що розташовані на їх вершинах, і з часом з’являються осипи. Інзельберзькі поля в Африці та Південній Америці вважають пережитками еродованих рівнин
Скупчення інзельбергів, що називають інзельберзькими полями та інзельберзькими рівнинами, зустрічаються у: Танзанії, Антиатлас Марокко, північно-східній Бразилії, Намібії, внутрішніх районах Анголи та північній Фінляндії та Швеції.
Класифікація Ентоні Янга (1969) виділяє шість типів інзельбергів; останці, конічні пагорби, опуклі-увігнуті пагорби, пасмові скелі над покритим реголітом схилом, гранітний купол і коп'є або тор
Вулканічні або інші процеси можуть спричинити утворення гірської породи, стійкої до ерозії, всередині тіла з м’якших порід, таких як вапняк, який є сприйнятливіший до ерозії. Коли менш стійка порода стирається, утворюючи рівнину, більш стійка порода залишається як ізольована гора. Міцність нерозмитої породи часто пояснюється герметичністю її окремості
Інзельберги можуть бути перероблені льодовиками щитами приблизно так само, як і баранячі лоби. На півночі Швеції приклади цього типу інзельбергів називають флігбергами